# Blepharis huillensis
Blepharis huillensis är en akantusväxtart som beskrevs av K. Vollesen. Blepharis huillensis ingår i släktet Blepharis och familjen akantusväxter. Inga underarter finns listade i Catalogue of Life.